# Kiki Omeili
Nkiruka 'Kiki' Omeili es una actriz nigeriana, conocida por su papel de Lovette en la serie de televisión Lekki Wives y por su personaje "Blessing" en la película de 2015, Gbomo Gbomo Express junto a Gideon Okeke. 

## Biografía
Omeili nació en Lagos y es la segunda de cuatro hijos de Charles y Maureen Omeili. Es de etnia igbo de Nimo en el estado de Anambra. Su padre Charles era banquero en el Primer Banco de Nigeria y se jubiló como director general, mientras que su madre, Maureen, era la controladora de prisiones en Ibadán, Estado Oyo, Nigeria. Omeili comenzó a actuar en obras de teatro durante la primaria y secundaria. Cuando ingresó a la universidad, se unió al club de teatro y participó en varias producciones, además de participar en varios concursos de teatro. En 2006, obtuvo el título de médico de la Facultad de Medicina en la Universidad de Lagos.

## Carrera profesional
En 2011, audicionó y consiguió el papel de Debbie en la serie de televisión «Behind the Smile». En 2012, se asoció con el director de la serie, Tunde Olaoye, para protagonizar su primer largometraje «Married but Living Single», donde actuó junto con Funke Akindele, Joseph Benjamin, Femi Brainard y Joke Silva. Ha participado en series de televisión como «The Valley Between», «NESREA Watch», «Lekki Wives» y «Gidi Culture».
En 2011, presentó el reality show de baile «Dance 234».
En agosto de 2013, se anunció la segunda temporada de la serie Lekki Wives, con Omeili uniéndose al reparto para repetir su papel de Lovette.
A principios de 2016, protagonizó el éxito de taquilla nigeriano, Couple of Days, por cuya interpretación recibió críticass positivas. En mayo, Iterum, un cortometraje dirigido por Stanlee Ohikhuare y protagonizado por Omeili y Paul Utomi, se estrenó en el 69 ° Festival Anual de Cine de Cannes.
El 31 de mayo del mismo año, debutó como productora de cine, con el estreno del corto Unprotected. La película está basada en hechos reales, que Omeili observó como estudiante de medicina en la universidad. La película cuenta con un reparto integrado por Omeili, Eric Didie, Bimbo Ademoye, Blessing Ambrose y Nathan Kingsley.
En junio de 2018, comenzó la producción de su primer largometraje, Run, dirigido por Uche Chukwu. Run se estrenó en cines el 23 de agosto de 2019 protagonizada por el comediante Owen Gee, Rotimi Salami, Kelechi Udegbe y Greg Ojefua. También fue seleccionada para proyectarse en el Festival Internacional de Cine de Silicon Valley y el Festival Internacional de Cine de Barrios bajos en Kenia. También recibió un premio en el Festival Internacional de Cine de Nollywood en Toronto.

## Filmografía
| Año  | Título                     | Rol              | Director                              | Notas                                                                               |
| ---- | -------------------------- | ---------------- | ------------------------------------- | ----------------------------------------------------------------------------------- |
| 2011 | Behind the Smile           | Debbie           | Tunde Olaoye                          | Protagonista-serie de televisión                                                    |
| 2011 | Nowhere to be Found        | Dr. Grace        | Niji Akanni                           | Serie de televisión                                                                 |
| 2011 | Footprints                 | Edna             | Jerry Isichei                         | Principal-serie de televisión                                                       |
| 2012 | Married but Living Single  | Titi Haastrup    | Tunde Olaoye                          | Largometraje                                                                        |
| 2012 | NESREA Watch               | Mrs. Irabor      | Paul Adams                            | Drama de televisión/Informativo                                                     |
| 2012 | Binding Duty               | Njide            | Ihria Enakimio                        | Drama de televisión/Informativo                                                     |
| 2012 | The Valley Between         | Nikki            | Tunji Bamishigbin                     |                                                                                     |
| 2012 | Gidi Culture               | Mariam           | Tunde Anjorin                         | Principal-serie de televisión                                                       |
| 2012 | A Mother's Fight           | Uru              | Flo Smith                             | Principlal-Cortometraje dirigido por Uche Jombo                                     |
| 2012 | Lekki Wives                | Lovette          | Blessing Effiom Egbe                  | Protagónico-serie de televisión                                                     |
| 2013 | Kpians: The Feast of Souls | Kiki Ofili       | Stanlee Ohikhuare                     | Película de terror protagonizada por Ashionye Ugboh-Raccah                          |
| 2013 | Consenting Adults          | Seun             | Soji Ogunnaike                        | Largometraje                                                                        |
| 2013 | 24/7                       | Barrister Ekanem | Efetobore Ayeteni                     | Largometraje protagonizado por IK Osakioduwa, Eku Edewor y Wole Ojo                 |
| 2013 | Oblivious                  | Lucy             | Stanlee Ohikhuare                     | Largometraje                                                                        |
| 2013 | Lekki Wives (temporada 2)  | Lovette          | Blessing Effiom Egbe                  | Principal-serie de televisión                                                       |
| 2013 | Sting                      | Ada              | Stanlee Ohikhuare                     | Largometraje                                                                        |
| 2013 | The Glass House            | Ese              | Jerry Isichei                         | Largometraje                                                                        |
| 2014 | The Antique                | Isoken           | Darasen Richards                      | Largometraje protagonizado por Olu Jacobs, Bimbo Akintola y Judith Audu             |
| 2014 | Same Difference            | Nonye            | Ehizojie Ojesebholo                   | Largometraje protagonizado por Ricardo Agbor y Daniel K Daniel                      |
| 2014 | A Dead End                 | Biola            | Ehizojie Ojesebholo                   | Largometraje protagonizado por Barbara Sokky, Seun Akindele y Uche Anyamele         |
| 2014 | Next Door to Happiness     | Tinuke           | Uzodimma Okpechi                      | Largometraje protagonizado por Frederick Leonard                                    |
| 2014 | A Place Called Happy       | Teni             | LowlaDee                              | Largometraje protagonizado por Blossom Chukwujekwu                                  |
| 2014 | Friends and Lovers         | Jenny            | Yemi Morafa                           | Largometraje protagonizado por Deyemi Okanlawon                                     |
| 2014 | +234                       | Sandra Lawson    | Soji Ogunnaike                        | Serie dramática protagonizada por Tosyn Bucknor, Tope Tedela y Anthony Monjaro      |
| 2015 | Gbomo Gbomo Express        | Blessing         | Walter Taylour                        | Película protagonizada por Ramsey Nouah                                             |
| 2015 | Jimi Bendel                | T-boy            | Ehizojie Ojesebholo                   | Comedia de acción                                                                   |
| 2016 | Fast Cash                  | -                | Okey Zubelu Okoh                      | Película protagonizada por Mary Lazarus, Oma Nnadi, Funnybone                       |
| 2016 | What Makes You Tick        | -                | Efetobore Ayeteni                     | Largometraje protagonizado por Seun Akindele, Mary Lazarus, Wole Ojo, Toyin Abraham |
| 2016 | Iterum                     | Ireti            | Stanlee Ohikhuare                     | Cortometraje- presentado en el 2016 Cannes Film Festival en París, Francia          |
| 2016 | Fast Cash                  |                  | Okey Zubelu                           | Película                                                                            |
| 2016 | Blame It on Me             | -                | Ikechukwu Onyeka                      | Largometraje                                                                        |
| 2016 | The Happyness Limited      | -                | Imoh Umoren                           | Feature film                                                                        |
| 2016 | Double bind                | Lead             | Emmanuel Akaemeh                      | Largometraje protagonizado por Ifeanyi Kalu, Ujams Cbriel, Mary Chukwu              |
| 2016 | This Thing Called Marriage | -                | Blessing Egbe                         | Película                                                                            |
| 2016 | Moth To A Flame            | Joan             | One Soul                              | Película protagonizada junto a Femi Jacobs, Shafy Bello, Paul Utomi                 |
| 2017 | Echoes of Silence          | -                | Okey Ifeanyi                          | Película                                                                            |
| 2017 | Low lives and High Hopes   | -                | Frankie Ogar                          | Película                                                                            |
| 2017 | Light in the Dark          | -                | Ekenem Ekwunye                        | Largometraje                                                                        |
| 2017 | What Lies Within           | Miss Dimeji      | Vanessa Nzediegwu                     | Largometraje protagonizado por Michelle Dede, Tope Tedela, Paul Utomi               |
| 2017 | Sunday and Lolade          | Lolade           | Yomi Black                            | Recopilación de parodias                                                            |
| 2017 | Public Property            |                  | Tope Alake & Ashionye Mihcelle Raccah | Película                                                                            |
| 2019 | Run                        | Tomi             | Uche Chukwu                           | Película, producida por Kiki Omeili                                                 |

## Premios y reconocimientos
En octubre de 2012, recibió el premio como 'Mejor actriz secundaria (en una película en inglés)' en la edición número diecisiete de los African Film Awards (antes Afro Hollywood Awards) en Londres.
En mayo de 2014, fue uno de los veinticinco principales rostros nuevos de Nollywood elegidos por el periódico Nigerian Entertainment Today (NET), también fue incluida por el periódico sensacionalista nigeriano 'The Sun' como una de las estrellas en ascenso más rápido de Nollywood a principios de 2014.
En noviembre de 2014, fue nominada en la categoría 'Actriz de televisión del año' en los premios Exquisite Lady of the Year (ELOY), por su actuación en la serie de televisión 'Lekki Wives'.
En octubre de 2015, ganó el premio a la Mejor Actriz de Reparto por su interpretación en Sting, en los Global Icons Academy Movie Awards 2015 (GIAMA), realizados en EE. UU.
En julio de 2016, ganó el premio a la Mejor Actriz de Reparto del Año en los City People Entertainment Awards 2016.
Fue nominada como Mejor Actriz Principal en un Cortometraje en los Premios Internacionales del Festival de Cine de Berlín 2016 por su actuación en la película Deluded.
Fue presentada como Embajadora del Festival en la edición 2017 del festival de cine Realtime como un reconocimiento a su contribución en la industria cinematográfica de su país.
En 2018, ganó el premio a la mejor actriz de reparto en el Festival de Cine Independiente y Música del Mundo, que se llevó a cabo en las Islas del Caribe por su participación en 3Some.

### Premios
| Año  | Premiación                                   | Categoría                                                              | Nominado    | Resultado |
| ---- | -------------------------------------------- | ---------------------------------------------------------------------- | ----------- | --------- |
| 2012 | Premios del cine africano                    | Mejor actriz de reparto en una película en inglés (Married but Single) | Kiki Omeili | Ganadora  |
| 2014 | Premios ELOY                                 | Actriz de televisión del año (Lekki Wives)                             |             | Nominada  |
| 2015 | Premios GIAMA 2015                           | Mejor actriz de reparto - Mujer (Sting - La película)                  | Kiki Omeili | Ganadora  |
| 2015 | Festival de cortometrajes                    | Mejor Actriz - Femenina (Deluded - Cortometraje)                       | Kiki Omeili | Ganadora  |
| 2016 | Premios City People Entertainment            | Actriz de reparto del año                                              | Kiki Omeili | Ganadora  |
| 2016 | Premios Lagos 30 menores de 40 años          | Mejor Actriz - Inglés                                                  | Kiki Omeili | Ganadora  |
| 2016 | Premios FilmFest International (Berlín 2016) | Mejor actriz principal en un cortometraje                              | Kiki Omeili | Nominada  |

## Trabajo humanitario
Ha estado involucrada en el trabajo humanitario con Project Pink Blue. Dirigió la caminata de concientización sobre el cáncer, ayudando a la organización a recaudar fondos y crear conciencia a través de las redes sociales y eventos.